# Polyplectropus mindamelea
Polyplectropus mindamelea är en nattsländeart som beskrevs av Wolfram Mey 1998. Polyplectropus mindamelea ingår i släktet Polyplectropus och familjen fångstnätnattsländor. Inga underarter finns listade i Catalogue of Life.